# Élections législatives galloises de 2011
Les élections de l'Assemblée nationale du pays de Galles de 2011 (en anglais : National Assembly for Wales election, 2011 et en gallois : Etholiad Cynulliad Cenedlaethol Cymru, 2011) se sont déroulées le 5 mai 2011. Ce sont les quatrièmes élections pour l'Assemblée nationale du pays de Galles, créée en 1999.
Le Parti travailliste remporte quatre sièges supplémentaires, ce qui lui permet d'atteindre à lui tout seul la majorité de trente sièges requise pour former un gouvernement. Le Plaid Cymru, allié aux travaillistes dans le gouvernement sortant, perd quatre sièges et n'en conserve plus que onze. C'est le Parti conservateur qui devient le premier parti d'opposition, avec quatorze sièges, soit deux de plus qu'auparavant. Enfin, les Libéraux-démocrates enregistrent une perte notable de suffrages, mais parviennent néanmoins à conserver cinq sièges à l'Assemblée, n'en perdant qu'un seul.

## Mode d'élection
Les soixante membres de l'Assemblée générale du pays de Galles sont élus suivant un système mixte. La région est divisée en quarante circonscriptions électorales qui élisent chacune un député au scrutin uninominal majoritaire à un tour. Ces circonscriptions sont réunies en cinq régions électorales, qui élisent chacune quatre députés en suivant la méthode d'Hondt.

## Résultats

Carte des résultats par circonscription.

|                          |                                                 |                  |                  |                  |                  |                 |                 |                 |                 |              |               |  |  |  |
| Partis                   | Partis                                          | Circonscriptions | Circonscriptions | Circonscriptions | Circonscriptions | Proportionnelle | Proportionnelle | Proportionnelle | Proportionnelle | Total sièges | +/−           |  |  |  |
| Partis                   | Partis                                          | Votes            | %                | Sièges           | +/−              | Votes           | %               | +/-             | Sièges          | Total sièges | +/−           |  |  |  |
|                          | Parti travailliste gallois (WL)                 | 401 677          | 42,32            | 28               | 4                | 349 935         | 36,86           | 7,2             | 2               | 30           | 4             |  |  |  |
|                          | Parti conservateur gallois (WC)                 | 237 388          | 25,01            | 6                | 1                | 213 773         | 22,52           | 1,1             | 8               | 14           | 2             |  |  |  |
|                          | Plaid Cymru (PC)                                | 182 907          | 19,27            | 5                | 2                | 169 799         | 17,89           | 3,1             | 6               | 11           | 4             |  |  |  |
|                          | Libéraux-démocrates gallois (WLD)               | 100 259          | 10,56            | 1                | 2                | 76 349          | 8,04            | 3,7             | 4               | 5            | 1             |  |  |  |
|                          | Parti pour l'indépendance du Royaume-Uni (UKIP) |                  |                  |                  |                  | 43 756          | 4,61            | 0,7             | 0               | 0            | en stagnation |  |  |  |
|                          | Parti vert gallois (WGP)                        | 1 514            | 0,16             | 0                | en stagnation    | 32 649          | 3,44            | en stagnation   | 0               | 0            | en stagnation |  |  |  |
|                          | Parti travailliste socialiste (SLP)             |                  |                  |                  |                  | 23 020          | 2,42            | 1,2             | 0               | 0            | en stagnation |  |  |  |
|                          | Parti national britannique (BNP)                | 7 056            | 0,74             | 0                | en stagnation    | 22 610          | 2,38            | 1,9             | 0               | 0            | en stagnation |  |  |  |
|                          | Autres partis                                   | 18 451           | 1,94             | 0                | -                | 17 497          | 1,84            | -               | 0               | 0            | -             |  |  |  |
|                          |                                                 |                  |                  |                  |                  |                 |                 |                 |                 |              |               |  |  |  |
| Total                    | Total                                           | 949 252          | 100              | 40               | en stagnation    | 949 388         | 100             | -               | 20              | 60           | en stagnation |  |  |  |
| Abstentions              | Abstentions                                     | 1 340 483        | 58,54            |                  |                  | 1 340 447       | 58,54           |                 |                 |              |               |  |  |  |
| Inscrits / participation | Inscrits / participation                        | 2 289 735        | 41,46            | 2 289 735        | 41,46            |                 |                 |                 |                 |              |               |  |  |  |

## Résultats par régions

Carte des résultats par région.

### Pays de Galles du Centre et de l'Ouest(Mid and West Wales)
|                       | PC                    | 56 384                | 26,74 | 4,3 | 3 | 1             | 1 | 4  | 1             |  |  |  |  |  |
|                       | WC                    | 52 905                | 25,09 | 2,2 | 3 | 1             | 0 | 3  | en stagnation |  |  |  |  |  |
|                       | WL                    | 47 348                | 22,46 | 4,0 | 1 | 1             | 2 | 3  | 1             |  |  |  |  |  |
|                       | WLD                   | 26 847                | 12,73 | 0,5 | 1 | 1             | 1 | 2  | en stagnation |  |  |  |  |  |
|                       | UKIP                  | 9 711                 | 4,61  | 0,8 | 0 | en stagnation | 0 | 0  | en stagnation |  |  |  |  |  |
|                       | WGP                   | 8 660                 | 4,11  | 0,1 | 0 | en stagnation | 0 | 0  | en stagnation |  |  |  |  |  |
|                       | SLP                   | 3 951                 | 1,87  | 0,9 | 0 | en stagnation | 0 | 0  | en stagnation |  |  |  |  |  |
|                       | BNP                   | 2 821                 | 1,34  | 1,6 | 0 | en stagnation | 0 | 0  | en stagnation |  |  |  |  |  |
|                       | Autres                | 2 225                 | 1,06  | -   | 0 | -             | 0 | 0  | -             |  |  |  |  |  |
|                       |                       |                       |       |     |   |               |   |    |               |  |  |  |  |  |
| Total                 | Total                 | 210 852               | 100   | -   | 8 | en stagnation | 4 | 12 | en stagnation |  |  |  |  |  |
| Taux de participation | Taux de participation | Taux de participation | 48,6  |     |   |               |   |    |               |  |  |  |  |  |

| Circonscription                             | Député sortant | Député sortant     | Député élu | Député élu         |
| ------------------------------------------- | -------------- | ------------------ | ---------- | ------------------ |
| Brecon and Radnorshire                      |                | Kirsty Williams    |            | Kirsty Williams    |
| Carmarthen East and Dinefwr                 |                | Rhodri Glyn Thomas |            | Rhodri Glyn Thomas |
| Carmarthen West and South Pembrokeshire     |                | Angela Burns       |            | Angela Burns       |
| Ceredigion                                  |                | Elin Jones         |            | Elin Jones         |
| Dwyfor Meirionnydd                          |                | Dafydd Elis-Thomas |            | Dafydd Elis-Thomas |
| Llanelli                                    |                | Helen Mary Jones   |            | Keith Davies       |
| Montgomeryshire                             |                | Mick Bates         |            | Russell George     |
| Preseli Pembrokeshire                       |                | Paul Davies        |            | Paul Davies        |
|                                             |                |                    |            |                    |
| Députés régionaux élus à la proportionnelle |                |                    |            |                    |
|                                             | Simon Thomas   |                    |            |                    |
|                                             | Joyce Watson   |                    |            |                    |
|                                             | Rebecca Evans  |                    |            |                    |
|                                             | William Powell |                    |            |                    |

### Pays de Galles du Nord(North Wales)
|                       | WL                    | 62 677                | 32,18 | 5,8 | 5 | en stagnation | 0 | 5  | en stagnation |  |  |  |  |  |
|                       | WC                    | 52 201                | 26,80 | 1,2 | 2 | 1             | 2 | 4  | 1             |  |  |  |  |  |
|                       | PC                    | 41 701                | 21,41 | 4,3 | 2 | 1             | 1 | 3  | 1             |  |  |  |  |  |
|                       | WLD                   | 11 507                | 5,91  | 1,9 | 0 | en stagnation | 1 | 1  | en stagnation |  |  |  |  |  |
|                       | UKIP                  | 9 608                 | 4,93  | 0,9 | 0 | en stagnation | 0 | 0  | en stagnation |  |  |  |  |  |
|                       | SLP                   | 4 895                 | 2,51  | 1,4 | 0 | en stagnation | 0 | 0  | en stagnation |  |  |  |  |  |
|                       | BNP                   | 4 785                 | 2,46  | 2,6 | 0 | en stagnation | 0 | 0  | en stagnation |  |  |  |  |  |
|                       | WGP                   | 4 406                 | 2,26  | 0,6 | 0 | en stagnation | 0 | 0  | en stagnation |  |  |  |  |  |
|                       | Autres                | 3 018                 | 1,55  | -   | 0 | -             | 0 | 0  | -             |  |  |  |  |  |
|                       |                       |                       |       |     |   |               |   |    |               |  |  |  |  |  |
| Total                 | Total                 | 194 798               | 100   | -   | 9 | en stagnation | 4 | 13 | en stagnation |  |  |  |  |  |
| Taux de participation | Taux de participation | Taux de participation | 41,2  |     |   |               |   |    |               |  |  |  |  |  |

| Circonscription                             | Député sortant      | Député sortant   | Député élu | Député élu           |
| ------------------------------------------- | ------------------- | ---------------- | ---------- | -------------------- |
| Aberconwy                                   |                     | Gareth Jones     |            | Janet Finch-Saunders |
| Alyn and Deeside                            |                     | Carl Sargeant    |            | Carl Sargeant        |
| Arfon                                       |                     | Alun Ffred Jones |            | Alun Ffred Jones     |
| Clwyd South                                 |                     | Karen Sinclair   |            | Ken Skates           |
| Clwyd West                                  |                     | Darren Millar    |            | Darren Millar        |
| Delyn                                       |                     | Sandy Mewies     |            | Sandy Mewies         |
| Vale of Clwyd                               |                     | Ann Jones        |            | Ann Jones            |
| Wrexham                                     |                     | Lesley Griffiths |            | Lesley Griffiths     |
| Ynys Môn                                    |                     | Ieuan Wyn Jones  |            | Ieuan Wyn Jones      |
|                                             |                     |                  |            |                      |
| Députés régionaux élus à la proportionnelle |                     |                  |            |                      |
|                                             | Mark Isherwood      |                  |            |                      |
|                                             | Antoinette Sandbach |                  |            |                      |
|                                             | Llyr Huws Gruffydd  |                  |            |                      |
|                                             | Aled Roberts        |                  |            |                      |

### Pays de Galles du Sud Centre(South Wales Central)
|                       | WL                    | 85 445                | 41,01 | 7,0 | 8 | 2             | 0 | 8  | 2             |  |  |  |  |  |
|                       | WC                    | 45 751                | 21,96 | 0,3 | 0 | 1             | 2 | 2  | 1             |  |  |  |  |  |
|                       | PC                    | 28 606                | 13,73 | 1,7 | 0 | en stagnation | 1 | 1  | 1             |  |  |  |  |  |
|                       | WLD                   | 16 514                | 7,93  | 6,1 | 0 | 1             | 1 | 1  | en stagnation |  |  |  |  |  |
|                       | WGP                   | 10 774                | 5,17  | 1,4 | 0 | en stagnation | 0 | 0  | en stagnation |  |  |  |  |  |
|                       | UKIP                  | 8 292                 | 3,98  | 0,3 | 0 | en stagnation | 0 | 0  | en stagnation |  |  |  |  |  |
|                       | SLP                   | 4 690                 | 2,25  | 1,4 | 0 | en stagnation | 0 | 0  | en stagnation |  |  |  |  |  |
|                       | BNP                   | 3 805                 | 1,83  | 2,0 | 0 | en stagnation | 0 | 0  | en stagnation |  |  |  |  |  |
|                       | Autres                | 4 456                 | 2,14  | -   | 0 | -             | 0 | 0  | -             |  |  |  |  |  |
|                       |                       |                       |       |     |   |               |   |    |               |  |  |  |  |  |
| Total                 | Total                 | 208 333               | 100   | -   | 8 | en stagnation | 4 | 12 | en stagnation |  |  |  |  |  |
| Taux de participation | Taux de participation | Taux de participation | 41,2  |     |   |               |   |    |               |  |  |  |  |  |

| Circonscription                             | Député sortant      | Député sortant    | Député élu | Député élu        |
| ------------------------------------------- | ------------------- | ----------------- | ---------- | ----------------- |
| Cardiff Central                             |                     | Jenny Randerson   |            | Jenny Rathbone    |
| Cardiff North                               |                     | Jonathan Morgan   |            | Julie Morgan      |
| Cardiff South and Penarth                   |                     | Lorraine Barett   |            | Vaughan Gething   |
| Cardiff West                                |                     | Rhodri Morgan     |            | Mark Drakeford    |
| Cynon Valley                                |                     | Christine Champan |            | Christine Champan |
| Pontypridd                                  |                     | Jane Davidson     |            | Mick Antoniw      |
| Rhondda                                     |                     | Leighton Andrews  |            | Leighton Andrews  |
| Vale of Glamorgan                           |                     | Jane Hutt         |            | Jane Hutt         |
|                                             |                     |                   |            |                   |
| Députés régionaux élus à la proportionnelle |                     |                   |            |                   |
|                                             | Andrew R. T. Davies |                   |            |                   |
|                                             | David Melding       |                   |            |                   |
|                                             | Leanne Wood         |                   |            |                   |
|                                             | Eluned Parrott      |                   |            |                   |

### Pays de Galles du Sud-Est(South Wales East)
|                       | WL                    | 82 699                | 45,68 | 9,9 | 7 | 1             | 0 | 7  | 1             |  |  |  |  |  |
|                       | WC                    | 35 459                | 19,59 | 0,4 | 1 | en stagnation | 2 | 3  | 1             |  |  |  |  |  |
|                       | PC                    | 21 850                | 12,07 | 1,6 | 0 | en stagnation | 2 | 2  | en stagnation |  |  |  |  |  |
|                       | WLD                   | 10 798                | 5,96  | 5,1 | 0 | en stagnation | 0 | 0  | 1             |  |  |  |  |  |
|                       | UKIP                  | 9 526                 | 5,26  | 0,7 | 0 | en stagnation | 0 | 0  | en stagnation |  |  |  |  |  |
|                       | BNP                   | 6 485                 | 3,58  | 1,1 | 0 | en stagnation | 0 | 0  | en stagnation |  |  |  |  |  |
|                       | WGP                   | 4 857                 | 2,68  | 0,2 | 0 | en stagnation | 0 | 0  | en stagnation |  |  |  |  |  |
|                       | SLP                   | 4 427                 | 2,45  | 0,5 | 0 | en stagnation | 0 | 0  | en stagnation |  |  |  |  |  |
|                       | Autres                | 4 923                 | 2,72  | -   | 0 | -             | 0 | 0  | -             |  |  |  |  |  |
|                       |                       |                       |       |     |   |               |   |    |               |  |  |  |  |  |
| Total                 | Total                 | 181 024               | 100   | -   | 8 | en stagnation | 4 | 12 | en stagnation |  |  |  |  |  |
| Taux de participation | Taux de participation | Taux de participation | 38,5  |     |   |               |   |    |               |  |  |  |  |  |

| Circonscription                             | Député sortant  | Député sortant   | Député élu | Député élu      |
| ------------------------------------------- | --------------- | ---------------- | ---------- | --------------- |
| Blaenau Gwent                               |                 | Trish Law (BGPV) |            | Alun Davies     |
| Caerphilly                                  |                 | Jeff Cuthbert    |            | Jeff Cuthbert   |
| Islwyn                                      |                 | Irene James      |            | Gwyn Price      |
| Merthyr Tydfil and Rhymney                  |                 | Huw Lewis        |            | Huw Lewis       |
| Monmouth                                    |                 | Nick Ramsay      |            | Nick Ramsay     |
| Newport East                                |                 | John Griffiths   |            | John Griffiths  |
| Newport West                                |                 | Rosemary Butler  |            | Rosemary Butler |
| Torfaen                                     |                 | Lynne Neagle     |            | Lynne Neagle    |
|                                             |                 |                  |            |                 |
| Députés régionaux élus à la proportionnelle |                 |                  |            |                 |
|                                             | William Graham  |                  |            |                 |
|                                             | Mohammed Asghar |                  |            |                 |
|                                             | Jocelyn Davies  |                  |            |                 |
|                                             | Lindsay Whittle |                  |            |                 |

### Pays de Galles du Sud-Ouest(South Wales West)
|                       | WL                    | 71 766                | 46,49 | 10,7 | 7 | en stagnation | 0 | 7  | en stagnation |  |  |  |  |  |
|                       | WC                    | 27 457                | 17,79 | 1,7  | 0 | en stagnation | 2 | 2  | 1             |  |  |  |  |  |
|                       | PC                    | 21 258                | 13,77 | 3,9  | 0 | en stagnation | 1 | 1  | 1             |  |  |  |  |  |
|                       | WLD                   | 10 683                | 6,92  | 5,5  | 0 | en stagnation | 1 | 1  | en stagnation |  |  |  |  |  |
|                       | UKIP                  | 6 619                 | 4,29  | 0,7  | 0 | en stagnation | 0 | 0  | en stagnation |  |  |  |  |  |
|                       | SLP                   | 5 057                 | 3,28  | 1,8  | 0 | en stagnation | 0 | 0  | en stagnation |  |  |  |  |  |
|                       | BNP                   | 4 714                 | 3,05  | 2,5  | 0 | en stagnation | 0 | 0  | en stagnation |  |  |  |  |  |
|                       | WGP                   | 3 952                 | 2,56  | 1,2  | 0 | en stagnation | 0 | 0  | en stagnation |  |  |  |  |  |
|                       | Autres                | 2 875                 | 1,86  | -    | 0 | -             | 0 | 0  | -             |  |  |  |  |  |
|                       |                       |                       |       |      |   |               |   |    |               |  |  |  |  |  |
| Total                 | Total                 | 154 381               | 100   | -    | 7 | en stagnation | 4 | 11 | en stagnation |  |  |  |  |  |
| Taux de participation | Taux de participation | Taux de participation | 37,9  |      |   |               |   |    |               |  |  |  |  |  |

| Circonscription                             | Député sortant | Député sortant | Député élu | Député élu     |
| ------------------------------------------- | -------------- | -------------- | ---------- | -------------- |
| Aberavon                                    |                | Brian Gibbons  |            | David Rees     |
| Bridgend                                    |                | Carwyn Jones   |            | Carwyn Jones   |
| Gower                                       |                | Edwina Hart    |            | Edwina Hart    |
| Neath                                       |                | Gwenda Thomas  |            | Gwenda Thomas  |
| Ogmore                                      |                | Janice Gregory |            | Janice Gregory |
| Swansea East                                |                | Valerie Lloyd  |            | Mike Hedges    |
| Swansea West                                |                | Andrew Davies  |            | Julie James    |
|                                             |                |                |            |                |
| Députés régionaux élus à la proportionnelle |                |                |            |                |
|                                             | Suzy Davies    |                |            |                |
|                                             | Byron Davies   |                |            |                |
|                                             | Peter Black    |                |            |                |
|                                             | Bethan Jenkins |                |            |                |